# Ravelry
Ravelry (odvozeno z anglického: to unravel – rozuzlit, oddělit) je sociální síť založená v roce 2007 manžely Casseyem a Jessikou Forbesovými v Bostonu, USA. 
Ravelry především dává k dispozici nástroje k organizaci ručních prací jako je pletení, háčkování a tkaní. 
Uživatelé registrovaní na této síti se mohou vzájemně informovat o nových vzorech, nápadech a inspiracích. O své činnosti mohou vést vlastní zápisník (ve formátu srovnatelném s databankou – viz snímek). V databance Ravelry se např. do roku 2014 nacházelo kolem 500 000 návodů na ruční práce.  
Ravelry také usnadňuje uživatelům prodej jejich návodů na ruční práce a amatérských výrobků tím, že mohou inserovat na internetových stránkách organizace. 
K činnosti Ravelry patří i nákup originálních návrhů a některých výrobků od svých členů a nabídka k prodeji (např. v prvních dvou letech existence s obratem přes 1 milion USD), kurzy,  semináře aj.   

Do roku 2018 se na sociální síti Ravelry registrovalo cca  8 milionů uživatelů (abonentů). 